# Hookeriaceae
Hookeriaceae, porodica pravih mahovina iz reda Hookeriales. Ime je dobila po rodu Hookeria. Sastoji se od četrdesetak rodova s blizu 600 vrsta.
Barem dvije vrste ove porodice su ugrožene i to Distichophyllum carinatum i (kritično) ugrožena vrsta Brymela tutezona

## Rodovi
1. Achrohypnella Herzog
2. Achrophyllum Vitt & Crosby
3. Archephemeropsis Renner
4. Beeveria Fife
5. Bryobrothera Thér.
6. Chaetomitrella Hampe
7. Chaetomitriopsis M. Fleisch.
8. Chaetomitrium Dozy & Molk.
9. Crosbya Vitt
10. Curviramea H.A. Crum
11. Cyathophorum P. Beauv.
12. Dendrocyathophorum Dixon
13. Dimorphocladon Dixon
14. Diploneuron E.B. Bartram
15. Distichophyllum Dozy & Molk.
16. Elharveya H.A. Crum
17. Ephemeropsis K.I. Goebel
18. Eurydictyon (Cardot) Horik. & Nog.
19. Hampeohypnum W.R. Buck
20. Harpophyllum Spruce ex Renauld & Cardot
21. Hemiragis (Brid.) Besch.
22. Holoblepharum Dozy & Molk.
23. Hookeria Sm.
24. Hookeriopsis (Besch.) A. Jaeger
25. Hypnella (Müll. Hal.) A. Jaeger
26. Lopidium Hook. f. & Wilson
27. Metadistichophyllum Nog. & Z. Iwats.
28. Mitrapoma Duby
29. Philophyllum Müll. Hal.
30. Piloseriopus Sharp
31. Pilotrichidium Besch.
32. Pulvinella Broth. & Herzog
33. Sauloma (Hook. f. & Wilson) Mitt.
34. Schimperobryum Margad.
35. Schizomitrium Schimp.
36. Sclerohypnum Dixon
37. Stenodictyon (Mitt.) A. Jaeger
38. Tetrastichium (Mitt.) Cardot
39. Vesiculariopsis Broth.